# Symmachia threissa
Espèce
Symmachia threissa est un insecte lépidoptère appartenant à la famille  des Riodinidae et au genre Symmachia.

## Taxonomie
Symmachia threissa a été décrit par William Chapman Hewitson en 1870.

### Sous-espèces
- Symmachia threissa threissa
- Symmachia threissa seducta Brévignon, 1993; en Guyane[1],[2].

### Nom vernaculaire
Symmachia threissa se nomme White-notched Metalmark en anglais

## Description
Symmachia threissa est un papillon aux ailes antérieures à bord costal des bossu et apex pointu dont le dessus de l'extrémité de l'abdomen est de couleur orange. Les ailes antérieures sont marron foncé avec une marque triangulaire blanche au milieu du bord costal. Les ailes postérieures sont marron avec une plage orange partant de l'aire basale.
Le revers est de couleur marron piqueté de blanc beige avec aux ailes antérieures la même marque triangulaire blanche au milieu du bord costal et une bande claire le long du bord interne.

## Biologie
L'imago fréquente les fleurs de Cordia.

## Écologie et distribution
Symmachia threissa est présent au Nicaragua, à Panama, en Colombie, dans le nord du Pérou et en Guyane,,.

### Protection
Pas de statut de protection particulier.